# Je veux l'aimer
Albums de Mireille Mathieu
Trois milliards de gens sur Terre
(1982) Chanter
(1984)
Je veux l'aimer est un album de la chanteuse française Mireille Mathieu sorti en 1983 sous le label Ariola. Sur cet album se trouve le grand succès de Mireille avec l'acteur américain Patrick Duffy, Together We're Strong. Cette chanson se trouve également sur l'album allemand Nur für dich de Mireille sorti aussi en 1983.

## Chansons de l'album
- Face 1

1. Je veux l'aimer (Eddy Marnay/Frank Widling)
2. Un navigateur solitaire (Didier Barbelivien/C. Assous)
3. Et je t'aime (Eddy Marnay/Paul de Senneville)
4. Viens, viens Mélodie (Claude Lemesle/Ralph Siegel)
5. Together we're strong (Richard Palmer-James/Ralph Siegel)

- Face 2

1. Eternellement amoureuse (Didier Barbelivien/C. Assous)
2. Tu m'apportais des fleurs (Eddy Marnay/Neil Diamond)
3. La Paloma reviens (Eddy Marnay/S. Yradier)
4. Vivre sans amour (Charles Level/Jean Claudric)
5. Ces instants de ma vie (Didier Barbelivien/P. Auriat)